# Lasianthus mindanaensis
Lasianthus mindanaensis är en måreväxtart som beskrevs av Elmer Drew Merrill. Lasianthus mindanaensis ingår i släktet Lasianthus och familjen måreväxter. Inga underarter finns listade i Catalogue of Life.